# Košice (loď)
Košice byla obchodní loď pro přepravu sypkých nákladů, zejména rudy, vyrobená v japonské loděnici Inoshima. Pod československou vlajkou se plavila v letech 1963 až 1987 a byla naší první lodí, která absolvovala plavbu kolem světa. Sloužilo na ní 38 námořníků.

## Stavba a parametry lodě
Byla to první československá loď upravená původně pro přepravu rudy z Brazílie, po čtyřech letech provozu byla upravena i pro přepravu obilí. Byla vybavena vznětovým motorem značky Burmeister & Wain, vyvinula cestovní rychlost 14,5 uzlu se spotřebou 37 tun pohonných hmot na den. Byla z našich lodí největší, dlouhá 181,1 metru, široká 24,80 m a unesla až 26 974 tun materiálu.

## Historie provozu
Byla nasazena pro přepravu rudy z Brazílie pro náš průmysl. V roce 1967 prodělala úpravy pro převážení obilí. Od roku 1979 byla používána pro přepravu fosfátů a rudy. Její nejdelší plavba ze Štětína do Umm Quasru trvala 148 dní. V roce 1965 podnikla plavbu kolem světa ze Štětína do Brazílie, odtud do Japonska a přes Panamský průplav zpět do Evropy, přístavu Rijeka.
Za 22 let provozu absolvovala 256 plaveb. Byla u posádky oblíbena kvůli spolehlivosti.
Loď byla prodána v červenci 1986 do šrotu japonské firmě Kanematsu Bosno.
Protože v roce 1989 získala Československá námořní plavba loď jinou, pojmenovanou opět Košice, vžilo se je poté odlišovat jako Košice 1 a Košice 2.